# Język soko
Język soko albo so – język z rodziny bantu, używany w Demokratycznej Republice Konga. W 1980 roku liczba mówiących wynosiła ok. 6 tysięcy.